# Toe (udde)
Toe är en udde i Antarktis. Den ligger i Sydshetlandsöarna. Argentina, Chile och Storbritannien gör anspråk på området.
Terrängen inåt land är varierad. Havet är nära Toe åt sydväst. Trakten är glest befolkad. Närmaste befolkade plats är Escudero Station, 17,4 kilometer nordost om Toe. 